# Matt Merullo
Matthew Bates Merullo (né le 4 août 1965 à Winchester, Massachusetts, États-Unis) est un ancien joueur de la Ligue majeure de baseball. Il évolue au poste de receveur pour les White Sox de Chicago en 1989, puis de 1991 à 1993, avant de s'aligner avec les Indians de Cleveland en 1994 et les Twins du Minnesota en 1995.
Il est le petit-fils de Lennie Merullo (1917-2015), un ancien joueur des Cubs de Chicago.

## Carrière
Joueur des Tar Heels de l'université de Caroline du Nord, Matt Merullo est repêché au 7e tour de sélection par les White Sox de Chicago en 1986. Il fait ses débuts dans le baseball majeur le 12 avril 1989 avec les White Sox. Après 31 parties jouées pour le club de Chicago durant cette saison, il passe l'année 1990 dans les ligues mineures avant de revenir chez les White Sox de 1991 à 1993, y disputant 143 de ses 223 matchs joués dans les majeures.
Échangé aux Indians de Cleveland pour le voltigeur Ken Ramos le 30 mars 1994, il n'apparaît que dans 4 parties de l'équipe au cours de la saison qui suit. Sa dernière saison en 1995 est aussi sa meilleure : il maintient une moyenne au bâton de ,282 pour les Twins du Minnesota.
En 223 matchs dans les majeures, Matt Merullo a réussi 116 coups sûrs dont 7 circuits, récolté 59 points produits et maintenu une moyenne au bâton de ,234.